# Liste von Persönlichkeiten der Stadt Penig

Wappen der Stadt Penig

Die Liste der Persönlichkeiten der Stadt Penig enthält Personen, die in der Geschichte der sächsischen Stadt Penig eine nachhaltige Rolle gespielt haben. Es handelt sich dabei um Persönlichkeiten, denen die Ehrenbürgerschaft verliehen wurde, die in Penig geboren sind oder hier gewirkt haben.
Für die Persönlichkeiten aus den nach Penig eingemeindeten Ortschaften siehe auch die entsprechenden Ortsartikel.

## Ehrenbürger
- 1841 Heinrich August Wilhelm Bermann, Pastor primus und Superintendent
- 1875 Ernst August Magnus Meischner (1821–1892), Jurist und liberaler Politiker (Deutsche Fortschrittspartei)
- 1889 Heinrich August Julius Vogel
- 1889 Christian Hermann Zöllner (1812–1892), Dr. med.[1]
- 1895 Johann August Schmidt, Gotthold Terpe
- 1895 Otto von Bismarck (1815–1898), Reichskanzler
- 2023 Thomas Eulenberger, Bürgermeister der Stadt Penig von 1993 bis 2020[2]

## Söhne und Töchter der Stadt
Die folgenden Personen sind in Penig oder den heutigen Ortsteilen der Stadt geboren. Ob sie ihren späteren Wirkungskreis in Penig hatten oder nicht, ist dabei unerheblich.

### Persönlichkeiten der Frühen Neuzeit
- Erasmus Seiffart (1593–1664), Ratsherr, Älterer Bürgermeister und Syndikus der Reichsstadt Frankfurt am Main
- Daniel Suttinger (1640–1690), Ingenieur und Kartograph
- August Friedrich Müller (1684–1761), Rechtswissenschaftler, Logiker und Hochschullehrer, geboren in Obergräfenhain
- Johann Gottlieb Görner (1697–1778), Komponist und Organist
- Johann Valentin Görner (1702–1762), Barockkomponist
- Gottlob August Baumgarten-Crusius (1752–1816), evangelischer Theologe, Regierungs- und Konsistorialrat in Merseburg
- Friedrich Traugott Hase (1754–1823), Schriftsteller und Dichter, sächsischer Geheimer Kabinettssekretär bzw. Kriegsrat sowie Weinbergsbesitzer, geboren in Niedersteinbach

### Persönlichkeiten des 19. Jahrhunderts

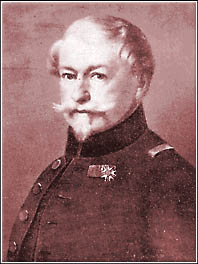
Julius von Plänckner

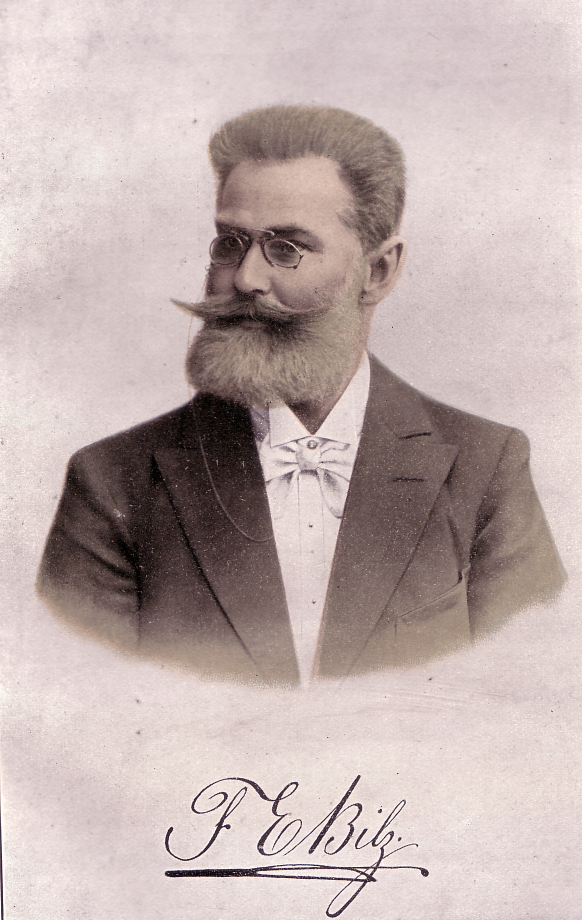
Friedrich Eduard Bilz

- Carl Leibnitz (1773–1851), Opernsänger, Chorleiter und Schauspieler
- Johann Ferdinand Dienemann (1780–ca. 1838), Verleger, Herausgeber der Nachtwachen des Bonaventura
- Julius von Plänckner (1791–1858), Soldat und Kartograph
- Gustav Franz Käferstein (1797–1881), Papiermüller, Gutsbesitzer und sächsischer Landtagsabgeordneter
- Karl von Hase (1800–1890), Professor der Theologie, großherzoglich-sächsischer Wirklicher Geheimrat
- Eduard Pelz (1800–1876), Buchhändler, Verlager, Politiker, Publizist und Mitglied des Vorparlaments 1848
- Robert Heinrich Hiecke (1805–1861), Philologe und Pädagoge
- Johann Georg Günther (1808–1872), Journalist, Politiker und Mitglied der Frankfurter Nationalversammlung
- Friedrich Eduard Bilz (1842–1922), Naturheilkundler, Schöpfer der Bilz-Brause, bekannt als Sinalco, geboren in Arnsdorf
- Gustav Hey (1847–1916), Slawist, Namenkundler und Siedlungsforscher
- Georg Loeschcke (1852–1915), klassischer Archäologe
- Julius Vogel (1862–1927), Kunsthistoriker

### Persönlichkeiten des 20. Jahrhunderts
- Fritz Gröbe (1886–1943), Maschinenhändler und NS-Opfer
- Carl Lange (1884–1971), Maler
- Leopold Wächtler (1896–1988), Grafiker
- Susanne Räder-Großmann, geborene Eulitz (1901–1971), Politikerin (SPD)
- Frithjof Rüde, Pseudonym Ferdinand Terpe (1905–1970), Schauspieler und Regisseur
- Wolfgang Weber (1909–1981), in Markersdorf geborener Autor im Schach
- Hanna Maria Drack (1913–1988), Dichterin und Schriftstellerin
- Harry Pfeifer (1929–2008), Physiker
- Siegfried Mängel (* 1937), Bauingenieur, Hochschullehrer und Gründungsgeschäftsführer der Planungsgesellschaft Bahnbau Deutsche Einheit (PBDE)
- Werner Vogel (* 1952), Physiker
- Petra Uhlig (* 1954), Handballspielerin

## Persönlichkeiten mit Bezug zur Stadt
- Graf Wolf II. von Schönburg-Penig (1532–1581), Besitzer der Peniger Schlösser und von Schloss Rochsburg[3]
- Graf Wolf III. von Schönburg-Penig (1556–1612), Besitzer der Peniger Schlösser und von Schloss Rochsburg und Schloss Wechselburg[4]
- Graf Christian von Schönburg-Penig (1598–1664), Besitzer von Schloss Wechselburg[5]
- August Siegfried von Schönburg-Forderglauchau (1596–1631), verstarb nach der Schlacht bei Breitenfeld (7. September 1631) an den Folgen einer Verletzung im Jahre 1631 in Penig[6]
- Johann Gottfried Stecher (1718–1776), Tischler und Bildhauer, starb in Penig
- Ferdinand Traugott Flinsch (1792–1849), übernahm 1834 die Papiermühle und wurde Begründer der Maschinenpapierproduktion in Penig
- Magnus Meischner (1821–1892), Jurist und liberaler Politiker (Deutsche Fortschrittspartei), MdL (Königreich Sachsen)
- Kurt Pietzsch (1884–1964), viele Jahre Direktor und Chefgeologe des staatlichen Geologischen Dienstes Freiberg sowie Professor, starb in Penig
- Gustav Adolf Weigand (1893–1956), 1. Bürgermeister nach dem Zweiten Weltkrieg in Penig (von 1945 bis 1953), starb in Penig
- Konrad Wagner (1932–1996), Fußballspieler, war Spielertrainer in Penig